# Denise Voïta
Denise Voïta (* 14. März 1928 in Marsens; † 11. April 2008 in Lausanne) war eine Schweizer Malerin und Grafikerin.

## Leben
Denise Voïta, deren Mutter aus Genf und deren Vater aus der Ukraine stammte, war nach dem Besuch der École cantonale de dessin et d'arts appliqués (Kunstgewerbeschule) in Lausanne als Künstlerin tätig. Zunächst arbeitete sie mit Tapete, Mosaik, Siebdruck oder Wandmalerei. Sie wurde vor allem bekannt mit ihren Teppich-Arbeiten und nach mehreren Stipendien ab 1966 auch als Lithographin. Sie war Mitglied des Collège vaudois des artistes concrets. Die Gründungsmitglieder waren 1955 Jean-Claude Hesselbarth, André Gigon, Charles Oscar Chollet und Arthur Jobin.
Zentrales Motiv ihrer abstrakten und symbolischen Werke waren Engel ebenso wie Wolken, Wellen und Flammen. Voïta wurde mehrfach ausgezeichnet, darunter erhielt sie 2002 den mit 100.000 Schweizer Franken dotierten Grand Prix des Beaux-Arts 2002 des Kantons Waadt.

## Werke
- Le premier labyrinthe, 1992
- Le creuset, 1992/93
- Le cœur libéré II, 1993/94
- La terre bleue, 1994
- Elan retrouvé, 2004

## Ausstellungen
- Schweizerische Tapisserien, Museum Bellerive, Zürich, 1977
- Musée Jenisch, Vevey, 1996
- Galerie du Château, Avenches, 2008